# Kristinebergskyrkan
Kristinebergskyrkan i stadsdelen Kristineberg i Oskarshamn hör till Oskarshamns församling i Växjö stift.

## Historik
Kristinebergskyrkan byggdes 1974 som ett samarbetsprojekt mellan Oskarshamns församling och EFS missionsförening. Arkitekt för kyrkobyggnaden som uppfördes i modernistisk stil var Géza Hortay. För byggnadsarbetet svarade Skånska Cementgjuteriet. Kyrkan invigdes första söndagen i advent 1974 av missionsföreståndare Torsten Wiberg i närvaro biskop Sven Lindegård.  
Oskarshamns församling är ensam huvudman för kyrkan från hösten 2008. Kyrkan återinvigdes efter senaste renoveringen den 9 oktober 2011 av prosten Alf Johansson.

### Webbkällor
- ”Kristinebergskyrkan”. Svenska Kyrkan. Arkiverad från originalet den 2 maj 2013. http://archive.is/2013.05.02-101117/http://www.minkyrka.net/pages/kyrkor/kristinebergskyrkan.php.